# Böwe Bell & Howell
Böwe Bell & Howell es una ex manufacturera de cámaras de cine y proyectores con sede en los Estados Unidos.
De acuerdo a su contrato, Bell + Howell Company fue incorporada el 17 de febrero de 1907. Fue debidamente registrada en el Libro de Registros del Condado de Cook ocho días después. La primera reunión de accionistas tomó lugar en la oficina del abogado W. G. Strong el 19 de febrero a las 10 a. m. El primer consejo de directores fue escogido por el término de un año: Donald J. Bell, presidente; Albert Summers Howell, secretario; y Marguerite V. Bell (esposa de Donald Bell), vicepresidenta.
Fundado por dos operadores de cine para manufacturar equipamiento, la firma actualmente tiene sede en Wheeling (Illinois), la Bell + Howell Company se fusionó con la Böwe Systec Inc en 2003 para volverse Böwe Bell + Howell. Actualmente, la compañía provee procesamiento de documentos, microfilmadoras, escáneres, y servicios financieros.
La marca registrada está también licenciada a los fabricantes de varios productos electrónicos.

## Historia
Históricamente, Bell & Howell Co fue un importante distribuidor de muchas tecnologías de medios diferentes. La firma agregó productos de microfilm en 1946.
La firma construyó su reputación fabricando productos como:
- La 2709 Hand Cranked Camera usada en películas mudas. Era tan cara que sólo Charlie Chaplin y tres personas más la tenían. El resto eran propiedad de estudios.
- un marco giratorio en proyectores de 35mm en 1907.
- un perforador de películas de 35mm en 1908.
- Cámaras profesionales cinematográficas de 35mm desde 1909.
- Equipamiento de impresión usado por los laboratorios cinematográficos desde 1911.
- Cámaras de cine para principiantes y noticieros como la Filmo (1923) y la Eyemo (1925), y la Autoload EE (1956).
- Cámara militar "GSAP" (Gun Sight Air Pilot) de 16mm.
- Cámaras y proyectores Regular-8 y Super-8.
- Proyectores mudos y con sonido de 16mm.
- Proyectores de diapositivas (2" X 2").

Bell + Howell ha sido el mayor proveedor de equipamiento de medios para escuelas y oficinas.
La firma dejó de producir cámaras de cine a principios de los años 1970. El laboratorio cinematográfico es ahora una compañía separada, BHP Inc, que es una división de Research Technology International.

## Productos para consumidores
Actualmente, compañías externas ofrecen un número de productos para consumidores "licenciados" bajo el nombre de Bell & Howell.
El licenciamiento de su nombre en el área de productos para consumidores es claramente una forma de obtener dinero por la compañía, que incluso su Página de Licenciameinto indica que "El nombre de la marca Bell & Howell ostenta una fuerte presencia en la mente de los consumidores con más del 80 por ciento del conocimiento de la marca entre adultos de 35 años o mayores. La gente asocia a Bell & Howell con una fuerte reputación por calidad alta, productos y servicios confiables".
De hecho, la mayoría de los productos para consumidores de Bell & Howell que están a la venta "por televisión" son distribuidos por Emson USA, una organización de ventas "sólo por televisión" no diferente a Guthy-Renker o K-tel. Esto probablemente no afectará el negocio central de Bell & Howell en el futuro, ya que los productos/software/servicios que producen y distribuyen están enfocados en el mercado de negocio a negocio, en oposición al mercado de consumidores

## Apple II
Bell & Howell, durante un tiempo, comercializó una versión del Apple II de color gris oscuro para instituciones educativas.